# Zimbabweit
Zimbabweit là một loại khoáng vật có công thức (Na,K)2PbAs4(Nb,Ta,Ti)4O18. Nhìn chung, nó được xếp vào nhóm arsenit nhưng nó nổi tiếng vì có chứa niobi và tantali. Khoáng vật có màu nâu vàng, kết tinh theo hệ thoi, và độ cứng 5. Nó được phát hiện năm 1986 trong pegmatit bị kaolin hóa ở Zimbabwe.